# Aplasta blanca
Aplasta blanca là một loài bướm đêm trong họ Geometridae.